# Pererik Hagberg
Pererik Göran Hagberg, född 29 september 1945 i Södra Hestra församling i Jönköpings län, död 13 april 2020 i Umeå landsdistrikt, var en svensk friidrottare (medeldistanslöpning). Han tävlade inhemskt för Kils AIK och vann SM-guld på 1500 meter år 1972.
Pererik Hagberg är begravd på Västra kyrkogården i Karlstad.